# Laura Trott (Politikerin)

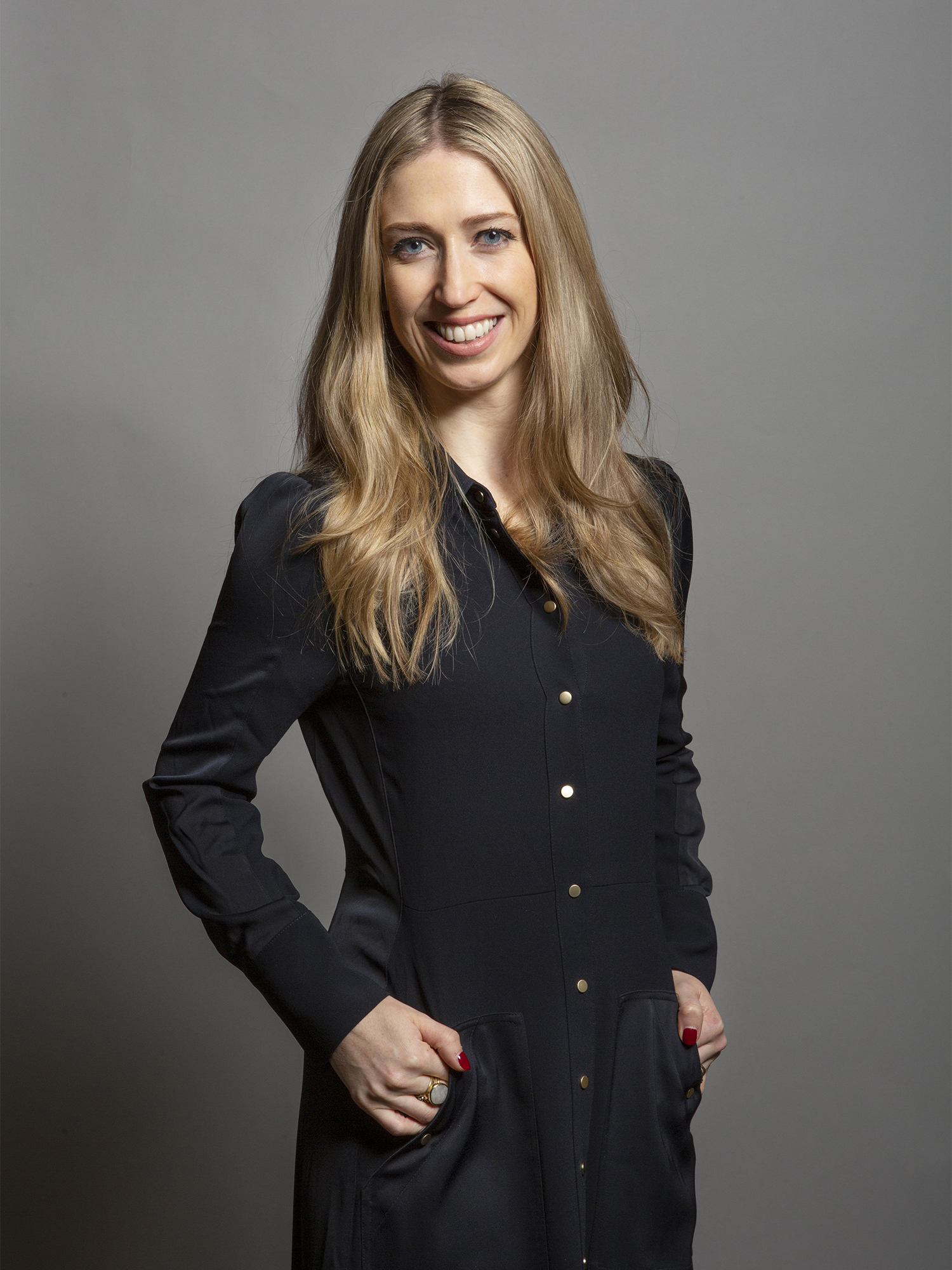
Laura Trott (Dezember 2019)

Laura Trott (* 7. Dezember 1984) ist eine britische Politikerin und Abgeordnete im House of Commons. Sie war seit dem 13. November 2023 bis 5. Juli 2024 Chief Secretary to the Treasury unter Premierminister Rishi Sunak.
Trott gehört der Conservative Party an und vertritt im House of Commons seit den Britischen Unterhauswahlen 2019 als Nachfolgerin von Michael Fallon den Wahlkreis Sevenoaks der Grafschaft Cheshire.